# Torneo Godó 1998 - Qualificazioni doppio
Le qualificazioni del doppio  del Torneo Godó 1998 sono state un torneo di tennis preliminare per accedere alla fase finale della manifestazione. I vincitori dell'ultimo turno sono entrati di diritto nel tabellone principale. In caso di ritiro di uno o più giocatori aventi diritto a questi sono subentrati i lucky loser, ossia i giocatori che hanno perso nell'ultimo turno ma che avevano una classifica più alta rispetto agli altri partecipanti che avevano comunque perso nel turno finale.
Le qualificazioni del doppio del torneo Torneo Godó 1998 prevedevano 8 coppie partecipanti di cui 2 sono entrate nel tabellone principale.

## Teste di serie
1. Alberto Martín /  Tomáš Anzari (ultimo turno)
2. Dominik Hrbatý /  Paul Kilderry (primo turno)

1. Richard Fromberg /  Tomas Nydahl (Qualificati)
2. Sláva Doseděl /  Dinu Pescariu (Qualificati)

## Qualificati
1. Sláva Doseděl  /   Dinu Pescariu

1. Richard Fromberg  /   Tomas Nydahl

## Tabellone

### Legenda
| - Q = Qualificato - WC = Wild card - LL = Lucky loser | - ALT = Alternate - SE = Special Exempt - PR = Protected Ranking | - w/o = Walkover - r = Ritirato - d = Squalificato |

### Sezione 1
|  | Primo turno | Primo turno                             | Primo turno                             | Primo turno | Primo turno |  |  | Ultimo turno | Ultimo turno                | Ultimo turno | Ultimo turno | Ultimo turno |  |
|  |             |                                         |                                         |             |             |  |  |              |                             |              |              |              |  |
|  | 1           | Alberto Martín Tomáš Anzari             | 6                                       | 4           | 6           |  |  |              |                             |              |              |              |  |
|  |             | Joan Balcells David Sánchez             | 3                                       | 6           | 4           |  |  | 1            | Alberto Martín Tomáš Anzari | 6            | 4            | 1            |  |
|  | 4           | Sláva Doseděl Dinu Pescariu             | Sláva Doseděl Dinu Pescariu             | 6           | 7           |  |  | 4            | Sláva Doseděl Dinu Pescariu | 1            | 6            | 6            |  |
|  |             | Emilio Benfele Álvarez Nicolás Lapentti | Emilio Benfele Álvarez Nicolás Lapentti | 3           | 6           |  |  |              |                             |              |              |              |  |

### Sezione 2
|  | Primo turno | Primo turno                                | Primo turno                                | Primo turno | Primo turno |  |  | Ultimo turno | Ultimo turno                               | Ultimo turno                               | Ultimo turno | Ultimo turno |  |
|  |             |                                            |                                            |             |             |  |  |              |                                            |                                            |              |              |  |
|  |             | David Caballero Garcia Oscar Serrano-Gamez | David Caballero Garcia Oscar Serrano-Gamez | 6           | 6           |  |  |              |                                            |                                            |              |              |  |
|  | 2           | Dominik Hrbatý Paul Kilderry               | Dominik Hrbatý Paul Kilderry               | 3           | 3           |  |  |              | David Caballero Garcia Oscar Serrano-Gamez | David Caballero Garcia Oscar Serrano-Gamez | 2            | 0            |  |
|  | 3           | Richard Fromberg Tomas Nydahl              | Richard Fromberg Tomas Nydahl              | 6           | 6           |  |  | 3            | Richard Fromberg Tomas Nydahl              | Richard Fromberg Tomas Nydahl              | 6            | 6            |  |
|  |             | Pedro Canovas-Garcia Feliciano López       | Pedro Canovas-Garcia Feliciano López       | 4           | 3           |  |  |              |                                            |                                            |              |              |  |